# Distrito electoral de Emerick (condado de Madison, Nebraska)
Emerick (en inglés: Emerick Precinct) es un distrito electoral ubicado en el condado de Madison en el estado estadounidense de Nebraska. En el Censo de 2010 tenía una población de 115 habitantes y una densidad poblacional de 1,23 personas por km².

## Geografía
Emerick se encuentra ubicado en las coordenadas 41°52′22″N 97°46′30″O / 41.87278, -97.77500. Según la Oficina del Censo de los Estados Unidos, Emerick tiene una superficie total de 93.27 km², que corresponden a tierra firme.

## Demografía
Según el censo de 2010, había 115 personas residiendo en Emerick. La densidad de población era de 1,23 hab./km². De los 115 habitantes, Emerick estaba compuesto por el 98.26% blancos, el 0.87% eran de otras razas y el 0.87% pertenecían a dos o más razas. Del total de la población el 2.61% eran hispanos o latinos de cualquier raza.